# NGC 1631
NGC 1631 je galaksija u zviježđu Eridanu.

## Vanjske poveznice
- SEDS: NGC 1631